# Escherode
Escherode is een dorp in de gemeente Staufenberg in het landkreis Göttingen in het zuiden van Nedersaksen. Het ligt tegen de grens met de deelstaat Hessen.
De geschiedenis van het dorp gaat terug tot de tijd van Karel de Grote. In 813 zou Asig landerijen rond het dorp ontvangen hebben als dank voor de verdiensten voor Karel van zijn vader Hiddi.
In 1971 ging Escherode op in de gemeente Uschlag, als deel van die gemeente ging het in 1973 op in Staufenberg.